# Personalisierung (Politik)
Personalisierung in der Politik bezeichnet ein Bestreben von Parteien und Politikern, in ihrer politischen Werbung, vor allem in ihren Wahlkämpfen, einzelne Personen und deren persönliche Eigenschaften stark in den Vordergrund zu stellen und die Verantwortung für politische Entscheidungen in der Öffentlichkeit diesen Personen zuzuschreiben.

## Entwicklung in Deutschland
In Deutschland gelten die von Gerhard Schröder geprägten Bundestagswahlkämpfe der SPD 1998 und 2002 sowie die Reaktion des CDU/CSU-Kandidaten Edmund Stoiber und seines Wahlkampfteams 2002 als beispielhafte Durchbrüche eines neuen, stark personalisierten Politikstils. Die Politologin Christina Holtz-Bacha sieht diese Entwicklung als Reaktion auf das Phänomen, dass ein immer größerer Anteil der Wähler sich erst sehr kurzfristig vor einer Wahl für eine der Parteien entscheidet. Die Anhänger einer Personalisierung gehen davon aus, dass diese Entscheidungen spontan und emotional getroffen werden und deshalb stark von persönlichen Sympathien und Antipathien für die jeweiligen Spitzenkandidaten geprägt sind.
Ein Teil dieser Entwicklung ist der häufige Auftritt von Politikern als Prominenten in Talkshows und ähnlichen Fernsehformaten, wobei es häufig weniger um politische Streitfragen geht als um persönliche Eigenschaften, Vorlieben und Charakterzüge der Politiker. Dazu kommt der Auftritt von Ehepartnern, Kindern und anderen Angehörigen der Kandidaten in der Öffentlichkeit.
Die Auswirkungen der Personalisierung auf Demokratie und Politische Kultur sind umstritten. Befürworter betonen, dass eine Personalisierung politikfernen Menschen politische Fragen näherbringen könne. Auch hätten die Wähler ein Recht darauf, mehr über die Persönlichkeit der Kandidaten zu erfahren. Kritiker befürchten eine Verdrängung allgemeinpolitischer Sach- und Streitfragen durch unpolitische Aspekte wie das Familienleben oder die Hobbys einzelner Personen. Carsten Brosda sieht die „Gefahr, dass Politik nicht mehr argumentativ und problemorientiert, sondern verstärkt emotional und wirkungszentriert vermittelt wird“.